# De glazen degens
De glazen degens (Frans: les Epees de Verre) is een stripserie van de Franse striptekenaar en schrijver Sylviane Corgiat en tekenaar Laura Zuccheri. In 2010 werd het eerste deel van de serie in het Nederlandse taalgebied uitgebracht. In totaal zijn er 4 delen in de serie verschenen. 

## Verhaal
De hoofdpersoon in deze stripreeks is Yama, zij voorbestemd is om een persoonlijke queeste te volgen. Haar wereld lijkt gedoemd om te verdwijnen door het afsterven van hun zon. Alleen degene die de macht bezit een poort naar een andere wereld te openen kan de wereld van de ondergang redden. Hiervoor moet ze de vier glazen degens verenigen, degens die in vier uithoeken van de planeet uit de lucht zijn gevallen. De queeste van Yama is niet zonder gevaar, want ook anderen hebben interesse voor de zwaarden. De kasteelheer Orlant laat geen kans onbenut om een zwaard in handen te krijgen. Gelukki voor Miklos wordt de zwaardvechter Miklos haar steun en toeverlaat die haar een krijgsopleiding geeft. Onderweg blijken er meer uitverkorenen te zijn, ook Tigran kan een glazen degen hanteren. In de wereld die langszaam ten onder dreigt te gaan ontspint zich een machtsstrijd tussen de verschillende partijen.

## Albums
| Nummer | Titel  | Verschenen |
| ------ | ------ | ---------- |
| 1      | Yama   | 2010       |
| 2      | Ilango | 2011       |
| 3      | Tigran | 2013       |
| 4      | Dolmon | 2015       |